# Краевский (железнодорожный разъезд)
Крае́вский — железнодорожный разъезд на 8993,6 км главного хода Транссиба Владивостокского отделения Дальневосточной железной дороги. Расположен в пос. Краевский в Кировском районе Приморского края. Электрифицирован.
Находится на линии Хабаровск 1 — Сибирцево между станциями 973902 Шмаковка и 974002 Сунгач.
Ближайшие узловые железнодорожные станции: Ружино и Спасск-Дальний.

## История
Железнодорожный разъезд назван в честь инженера-путейца Краевского, работавшего на строительстве Уссурийской железной дороги.